# Lixophaga famelica
Lixophaga famelica là một loài ruồi trong họ Tachinidae.